# Hapur
Hapur è una suddivisione dell'India, classificata come municipal board, di 211.987 abitanti, situata nel distretto di Ghaziabad, nello stato federato dell'Uttar Pradesh. In base al numero di abitanti la città rientra nella classe I (da 100.000 persone in su).

## Geografia fisica
La città è situata a 28° 43' 00 N e 77° 46' 60 E e ha un'altitudine di 205 m s.l.m..

## Società

### Evoluzione demografica
Al censimento del 2001 la popolazione di Hapur assommava a 211.987 persone, delle quali 112.962 maschi e 99.025 femmine. I bambini di età inferiore o uguale ai sei anni assommavano a 33.709, dei quali 18.001 maschi e 15.708 femmine. Infine, coloro che erano in grado di saper almeno leggere e scrivere erano 123.206, dei quali 73.759 maschi e 49.447 femmine.